# Roberto Lippi
Roberto Lippi, italijanski dirkač Formule 1, * 17. oktober 1926, Rim, Italija, † 31. oktober 2011, Anzio, Italija.
Debitiral je v sezoni 1961, ko je nastopil le na domači dirki za Veliko nagrado Italije in odstopil. Nastopil je še na Veliki nagradi Italije v sezoni 1962 in Veliki nagradi Italije v sezoni 1963, kjer se mu obakrat ni uspelo kvalificirati na dirko, kasneje pa ni nikoli več dirkal v Formuli 1.

## Popolni rezultati Formule 1
(legenda) (odebeljene dirke pomenijo najboljši štartni položaj, poševne pa najhitrejši krog, †-uvrščen kljub odstopu)
| Leto | Moštvo              | Šasija        | Motor               | 1   | 2   | 3   | 4   | 5  | 6   | 7       | 8   | 9   | 10  | Prv | Toč |
| ---- | ------------------- | ------------- | ------------------- | --- | --- | --- | --- | -- | --- | ------- | --- | --- | --- | --- | --- |
| 1961 | Scuderia Settecolli | De Tomaso 002 | O.S.C.A. Straight-4 | MON | NIZ | BEL | FRA | VB | NEM | ITA Ret | ZDA |     |     | -   | 0   |
| 1962 | Scuderia Settecolli | De Tomaso 002 | O.S.C.A. Straight-4 | NIZ | MON | BEL | FRA | VB | NEM | ITA DNQ | ZDA | JAR |     | -   | 0   |
| 1963 | Scuderia Settecolli | De Tomaso 002 | Ferrari V6          | MON | BEL | NIZ | FRA | VB | NEM | ITA DNQ | ZDA | MEH | JAR | -   | 0   |